# Universidade Estadual do Maranhão
Die Universidade Estadual do Maranhão (UEMA, deutsch Staatliche Universität von Maranhão) ist eine öffentliche staatliche Universität im Bundesstaat Maranhão in Brasilien. Sie wurde am 25. März 1987 gegründet und hat ihren Sitz in São Luís. Universitätsrektor ist der Verwaltungswissenschaftler Gustavo Pereira da Costa.
Sie war neben der Universidade Federal do Maranhão (UFMA) die zweite Universität des Bundesstaates. 2016 musste sie Teile an die dritte, neu gegründete Universidade Estadual da Região Tocantina do Maranhão (UEMASUL) abgeben.
Im Universitätsranking steht sie an 157. Stelle in Brasilien.

## Campusstruktur
Die Universität unterhält, mit dem Hauptcampus in der eigenen Cidade Universitária Paulo VI, 19 Ausbildungs- und Studienzentren verstreut im Bundesstaat:
- Bacabal: Centro de Estudos Superiores de Bacabal – CESB
- Balsas: Centro de Estudos Superiores de Balsas – CESBA
- Barra do Corda: Centro de Estudos Superiores de Barra do Corda – CESBAC
- Caxias: Centro de Estudos Superiores de Caxias – CESC
- Codó: Centro de Estudos Superiores de Codó – CESCD
- Coelho Neto: Centro de Estudos Superiores de Coelho Neto – CESCON
- Colinas: Centro de Estudos Superiores de Colinas – CESCO
- Coroatá: Centro de Estudos Superiores de Coroatá – CESCOR
- Grajaú: Centro de Estudos Superiores de Grajaú – CESGRA
- Itapecuru-Mirim: Centro de Estudos Superiores de Itapecuru-Mirim – CESITA
- Lago da Pedra: Centro de Estudos Superiores de Lago da Pedra – CESLAP
- Pedreiras: Centro de Estudos Superiores de Pedreiras – CESPE
- Pinheiro: Centro de Estudos Superiores de Pinheiro – CESPI
- Presidente Dutra: Centro de Estudos Superiores de Presidente Dutra – CESPD
- Santa Inês: Centro de Estudos Superiores de Santa Inês – CESSIN
- São João dos Patos: Centro de Estudos Superiores de São João dos Patos – CESJOP
- São Luís: Centro de Ciências Agrária – CCA, Centro de Ciências Sociais Aplicadas – CCSA, Centro de Educação, Ciências Exatas e Naturais – CECEN, Centro de Ciências Tecnológicas – CCT
- Timon: Centro de Estudos Superiores de Timon – CESTI
- Zé Doca: Centro de Estudos Superiores de Zé Doca – CESZD

## Bibliothek
Die Zentralbibliothek des Bibliotheksnetzwerkes ist in São Luís, insgesamt verfügte das Bibliothekssystem 2018 über 61.598 verschiedene Monografien, 4500 elektronische Publikationen und etwa 1400 Zeitschriften.

## Publikationen
Laufende Publikationen: Anuário
- Universidade Estadual do Maranhão: Anuário. São Luís 2018 (PDF, 23,1 MB; brasilianisches Portugiesisch).